# Sherlock Holmes: The Devil’s Daughter
Sherlock Holmes: The Devil’s Daughter (dt. etwa Des Teufels Tochter) ist ein Adventure-Computerspiel des ukrainischen Entwicklerstudios Frogwares und der achte Teil ihrer Sherlock-Holmes-Reihe. Es erschien im Juni 2016 und ist für Windows-PCs sowie die Spielkonsolen Nintendo Switch, PlayStation 4 und Xbox One erhältlich.
Das Spiel basiert auf den Sherlock-Holmes-Romanen von Arthur Conan Doyle, erzählt jedoch frei erfundene Geschichten. Anders als beim Vorgänger Sherlock Holmes: Crimes and Punishments ist eine deutsche Synchronfassung vorhanden.

## Spielprinzip
Sherlock Holmes: The Devil’s Daughter ist ein Adventure-Spiel, in dem der Spieler die Rolle des Sherlock Holmes oder Dr. Watson aus der gleichnamigen Romanreihe von Sir Arthur Conan Doyle übernimmt. Das Spiel besteht aus einer Reihe von einzelnen Fällen, die in eine Rahmenhandlung eingebunden sind. Der Spieler muss Tatorte untersuchen und Leute befragen und untersuchen, um Hinweise zu finden. Wie schon beim Vorgänger können diese Hinweise mit dem „Deduktionstool“ zu Schlussfolgerungen verknüpft werden, bis hin zur Identifizierung des Täters. Auch die moralischen Entscheidungen aus dem Vorgängerspiel kehren zurück.
Der Spieler kann Sherlock Holmes oder Dr. Watson in der Egoperspektive oder Third-Person-Perspektive durch die Spielwelt steuern. Nebst dem investigativen Aspekt des Gameplays gibt es zahlreiche Quick-Time-Events, die dem Spiel mehr Action verleihen sollen.

## Handlung
Im Verlauf der Handlung muss Sherlock Holmes fünf Fälle lösen. Diese sind in eine Rahmenhandlung verpackt, bei der es um das junge Mädchen Kaitlin geht, das Sherlock Holmes am Ende von Das Testament des Sherlock Holmes bei Professor Moriarty findet und adoptiert. Diese freundet sich mit der neuen Nachbarin Alice De'Bouvier an, die eine Satanistin ist und einen teuflischen Plan mit Kaitlin vor hat.

### Fall 1: Jagdgründe
Die neue Nachbarin Alice De'Bouvier bringt Sherlock Holmes einen weinenden Jungen namens Tom, der im Londoner Armenviertel Whitechapel wohnt. Tom vermisst seinen Vater, der vor drei Wochen nicht von der Arbeit heim kam, und bittet den Meisterdetektiv, ihm bei der Suche zu helfen.

### Fall 2: Studie in Grün
Sherlock Holmes nimmt am Bowls-Turnier eines Londoner Archäologie-Vereins teil. Holmes gewinnt das Turnier und soll am nächsten Tag zur Preisverleihung erscheinen. Dort findet er jedoch den ermordeten Archäologen Zacharias Greystoke vor. Man hat ihn mit dem Speer einer Maya-Statue durchbohrt.
Der Vorsitzende des Vereins Sir Yellingham glaubt, der Mord hänge mit einem Fluch der Maya zusammen. Angeblich soll er gesehen haben, wie die Statue zum Leben erweckt wurde, den Speer warf und dann davon lief. Der Rationalist Holmes ist da natürlich skeptisch und will den wahren Täter finden.

### Fall 3: Schein oder Sein
Holmes erhält Besuch vom amerikanischen Schauspieler Orson Wilde (wahrscheinlich eine Anspielung auf Orson Welles), der für einige Tage bei Holmes einzieht um dessen Rolle für einen Film zu studieren. In der Nacht wirft ein unbekannter eine Bombe durch das Fenster in Holmes’ Wohnung an der Baker Street 221b. Holmes gelingt es die Bombe zu entschärfen. Nun will Holmes herausfinden, wer ihn töten wollte.

### Fall 4: Kettenreaktion
Holmes und Watson sind gerade mit der Kutsche unterwegs, als diese aufgrund eines massiven Verkehrsunfalls nahe der City of London anhalten muss. Holmes versucht zurückzuverfolgen, wie der Unfall passiert ist. Dabei deckt er auf, dass noch einiges mehr dahinter steckt.

### Fall 5: Fieberträume
Alice De'Bouvier hat Holmes Adoptivtochter Kate entführt. Die Hinweise führen ihn zum Friedhof, wo Alice De'Bouvier versucht, Kaitlin in einem Ritual zu ermorden.

## Entwicklung und Veröffentlichung
Nachdem Frogwares bereits Anfang 2015 die Entwicklung eines neuen Teils der Sherlock-Holmes-Reihe bestätigt hatte, wurde im Mai 2015 die Zusammenarbeit mit dem Publisher Bigben Interactive bekannt gegeben. Ende Oktober 2015, im Vorfeld der Paris Games Week, einer großen Videospielmesse, die jährlich in Paris stattfindet, gab Bigben Interactive den Titel „Sherlock Holmes: The Devils Daughter“ bekannt.
Nachdem Sherlock Holmes: The Devil’s Daughter bereits am 27. Mai 2016 veröffentlicht werden sollte, erschien das Spiel nach einer Verschiebung am 10. Juni 2016 für Microsoft Windows, PlayStation 4 und Xbox One.

## Rezeption
| Deutschsprachiger Raum | Deutschsprachiger Raum | Deutschsprachiger Raum |
| Publikation            | Wertung                | Plattform              |
| ---------------------- | ---------------------- | ---------------------- |
| GameStar               | 69 %                   | PC                     |
| 4Players               | 78 %                   | PS4                    |
| PC Games               | 7/10                   | PC                     |
| Internationaler Raum   |                        |                        |
| IGN                    | 5/10                   | PS4                    |
| GameSpot               | 6/10                   | PC                     |
| Gaming Age             | C+ (~78 %)             | Xbox                   |
| Metawertungen          |                        |                        |
| GameRankings           | 62,33 %                | PC                     |
| Metacritic             | 65 %                   | PC                     |

Sherlock Holmes: The Devil’s Daughter erhielt von Kritikern überwiegend gemischte, teilweise sogar negative Rezensionen. So erreichte die PC-Version des Spiels auf der Aggregationswebsite Metacritic 65 von 100 Punkten. Der Vorgänger Sherlock Holmes: Crimes and Punishments erreichte noch mit 77 von 100 Punkten den besten Metascore der Reihe.
Kritisiert wurde vor allem die Entwicklung des Spiels in eine actionlastigere Richtung und die Veränderung des Charakters der beiden Hauptfiguren hin zu jugendlicheren und unbesonneneren Charakteren als in den Vorgängern. Andreas Bertits von PC Games schrieb dazu:

„Er [Sherlock Holmes] erscheint hitzköpfiger und lässt sich teilweise von anderen Personen an die Wand spielen. Dies wird seinem Charakter aus den Büchern nicht gerecht und oft fragt man sich, was diese Person noch mit dem bekannten Privatdetektiv zu tun hat.Die "Verjüngungskur" setzt sich zudem im Spiel fort. Immer wieder müssen Minispiele absolviert werden, welche die Action im Abenteuer darstellen. [...] Die Minispiele kommen recht häufig vor und fallen mit der Zeit gehörig auf die Nerven.“

Ein weiterer Kritikpunkt am Spiels ist die teilweise etwas hakelige Steuerung, die vor allem in den Action-Passagen stört. So kritisierte die Gameothek:

„[...] das Scheitern [liegt] in einigen Situationen wirklich nicht an uns Spielern selbst, sondern einfach an der ruckeligen Steuerung: Sherlock bleibt ständig an irgendwelchen Hindernissen hängen, trifft nicht genau den Punkt, den man anvisiert hat, oder buggt so lange rum bis man gezwungen wird neu zu laden.“

Die GameStar schrieb „The Devil's Daughter ist kein durch die Bank schlechtes Spiel, sondern lediglich ein extrem enttäuschender Nachfolger.“ Sie kritisierte vor allem, dass man sich durch die vielen Action-Szenen vom eigentlichen Genre, einem Adventure mit Rätseln und Knobeleien, zu sehr entfernen würde. Dadurch würde man sich mehr am Massenmarkt orientieren. Dagegen lobte die GameStar vor allem die Grafikqualität, auch wenn an einigen Stellen dadurch die Bildrate sinke. So schrieb Dimitry Halley von GameStar:

„Einige Aspekte gefallen uns sogar richtig gut - die Optik zum Beispiel. Crimes and Punishments war schon ein hübsches Spiel, aber The Devil's Daughter setzt im Feinschliff nochmal einen drauf und punktet mit schärferen Texturen, tollen Charaktermodellen und herrlich detailverliebten Schauplätzen. Das hat allerdings seinen Preis: Vor allem auf Konsolen bricht die Framerate in belebten Straßen regelmäßig ein, die PC-Version kämpft außerdem spürbar mit Screen Tearing. Das alles hält sich allerdings noch im Rahmen.“